# Stuckey (Carolina do Sul)
Stuckey é uma cidade  localizada no estado norte-americano de Carolina do Sul, no Condado de Williamsburg.

## Demografia
Segundo o censo norte-americano de 2000, a sua população era de 263 habitantes.
Em 2006, foi estimada uma população de 243, um decréscimo de 20 (-7.6%).

## Geografia
De acordo com o United States Census Bureau tem uma área de
2,4 km², dos quais 2,4 km² cobertos por terra e 0,0 km² cobertos por água.

## Localidades na vizinhança
O diagrama seguinte representa as localidades num raio de 32 km ao redor de Stuckey.